# 買いテキ!通販ツウ
『買いテキ!通販ツウ』（かいてき!つうはんつう）は、2009年9月28日から2017年3月31日までTBSテレビで平日午前中に放送されていたテレビショッピング番組である。また東海地区のCBCテレビでも遅れネットされている。

## 概要
- プレゼンターが紹介する商品（毎日1・2商品、CBCは4商品程度）について島崎・ほっしゃんがトークする形式で番組が展開する。商品は家電製品（主にポータブルカーナビゲーションなど）や食料品・寝具等もあるが、女性用美容品や宝飾品が紹介される割合が比較的多い。
- 電話（フリーダイヤル）、TBSiショップのPC・携帯サイト（CBC放送分はCBCiショップのPCサイト）から注文できる。
- 関東地区において2015年1月12日（月）13:55 - 14:55に当番組の特番『買いテキ!通販ツウ 生放送スペシャル〜お客様大感謝祭』を生放送で放送した。

『もうすぐピンポン!』時代には「ショッピンポン!」として放送され、『もうすぐひるおび!』時代には「ひるしょぴ!」として放送されてきたが、2009年9月28日に『奥さま劇場』が10分繰り下がることに伴い『もうすぐ』が廃枠。それと同時にショッピング枠が改題したうえで55分繰り上がり現在の時間に。
この枠は『おびゴハン!』開始時に『買い運!おびマルシェ』に改題。2019年9月30日に『グッとラック!』が開始した際に『納得!買い得!グッとラック!キニナルマーケット』へと変わり、2020年9月28日からは『Let's!美バディ』（2022年10月3日以降は『プチブランチ』）内で『納得!買い得!キニナルマーケット』として放送。いずれも10:10頃 - 10:17頃に7分間放送されていた。なお、『キニナルマーケット』は2022年12月28日で終了したが、2023年1月4日からは『キニナルチョイス』が『プチブランチ』に組み込まれている。

## 放送時間
- TBSテレビ…毎週月 - 金曜日 9:55 - 10:05（番組編成事情等の都合〈主に祝祭日や報道特番編成時〉には休止とすることがある[1]）
- CBCテレビ…毎週木曜日 9:59 - 10:22（TBSテレビでの放送分を再編集して放送。かつては毎週金曜日 9:55 - 10:25に放送）

## 出演者

### 司会
『ショッピンポン!』→『ひるしょぴ!』から続投。
- 島崎和歌子
- 星田英利（元:ほっしゃん。）

### プレゼンター（商品紹介役）
この5名から毎日いずれか1名が登場
- 沢田美香
- 関戸めぐみ
- 渡辺郁也
- 島田秀平（2013年2月11日 - ）
- 石山愛子（2014年4月25日 - ）

## 制作
- 制作協力：TBSビジョン
- 制作著作：TBS

## その他
- スタジオセットは平日昼の情報ワイド番組『ひるおび!』と併用している。